# PARG

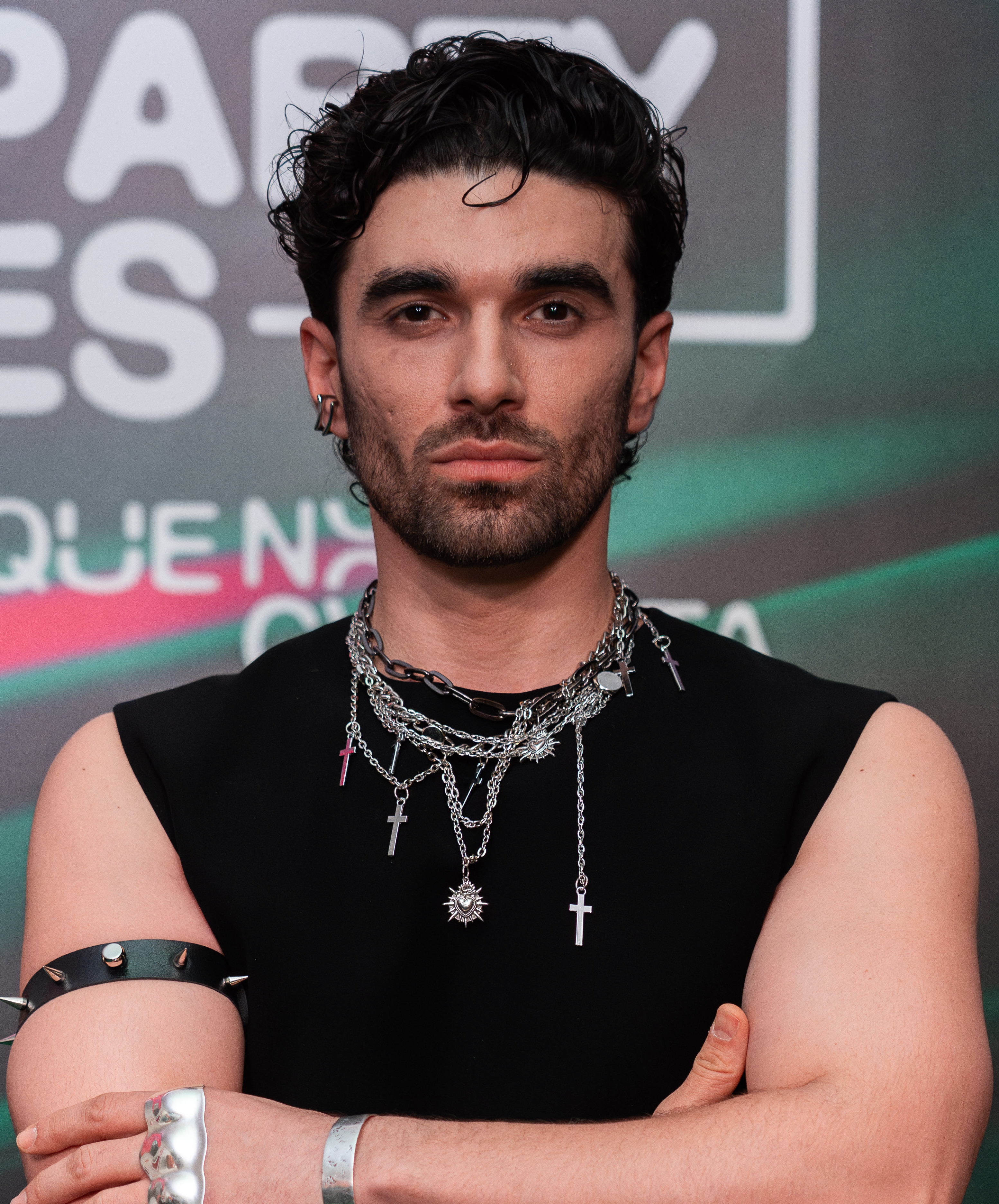
PARG, 2025

Pargew Wardanjan (armenisch Պարգև Վարդանյան; * 7. Juni 1996 in Hajrawank), bekannt als PARG (armenisch: Պարգ), ist ein armenischer Sänger und Songwriter. Er vertrat Armenien beim Eurovision Song Contest 2025 in Basel mit dem Song Survivor.

## Biografie
Wardanjan wurde in Hajrawank in der Provinz Gegharkunik geboren. Bis zum Alter von sechs Jahren sang er dort im örtlichen Kirchenchor. Wardanjan und seine Familie zogen nach Wolgograd, Russland. Dort besuchte er das Staatliche Institur für Theater und Kino Wolgograd und schloss es mit einem Abschluss in Theaterkunst & Schauspiel ab. Während seiner Studienzeit war er Mitgründer der Band „The Edge Chronicles“ welche zwischen 2017 und 2018 Auftritte in Armenien, Russland, Georgien und der Ukraine hatte.
Im Jahr 2021 veröffentlichte er seine Debütsingle „Ginin u Grely“. 2022 zog Wardanjan zurück nach Armenien und lebt derzeit in Jerewan. Seitdem hat er bereits Coverversionen von Künstlern wie beispielsweise Rosa Linn und Brunette aufgenommen, welche ebenfalls Armenien beim Eurovision Song Contest vertraten.
Am 16. Februar 2025 trat er mit seinem Song „Survivor“ im armenischen Vorentscheid Depi Jewratesil an. Dort konnte er sich unter anderem gegen die Gewinnerin von Depi Jewratesil 2020, Athena Manoukian durchsetzen und erreichte den ersten Platz mit insgesamt 214 Punkten. Nachdem er auch im zweiten Halbfinale des ESC 2025 das Publikum überzeugen konnte, trat er am 17. Mai im Finale auf. Dort belegte er den 20. Platz.

## Diskografie
EPs
- 2023: Theatre Session (Live Edition)

Lieder
- 2020: Tell Me
- 2020: Sareri hovin mernem
- 2021: Kuzes
- 2021: Ginin u grely
- 2022: Snap (Akustische Coverversion des Songs Snap von Rosa Linn)
- 2022: Snap (mit J-Marin; Coverversion des Songs Snap von Rosa Linn)
- 2023: Araj
- 2024: Arev Es (mit Brunette)
- 2024: Qo mot
- 2024: Kanchum em
- 2024: Es not tarin
- 2025: Survivor